# Periplaneta americana
La cucaracha roja, erróneamente llamada  cucaracha americana  (Periplaneta americana), es una especie de insecto blatodeo de la familia Blattidae. Su origen se halla en África tropical, pero recibe el nombre de “americana” por haber sido identificada y descrita en América.  Tiene un color rojizo y un tamaño medio de 4 cm, siendo la de mayor tamaño entre de las cucarachas comensales. En condiciones óptimas, la hembras pueden vivir de 14 a 20 meses, algo más que los machos.

## Generalidades

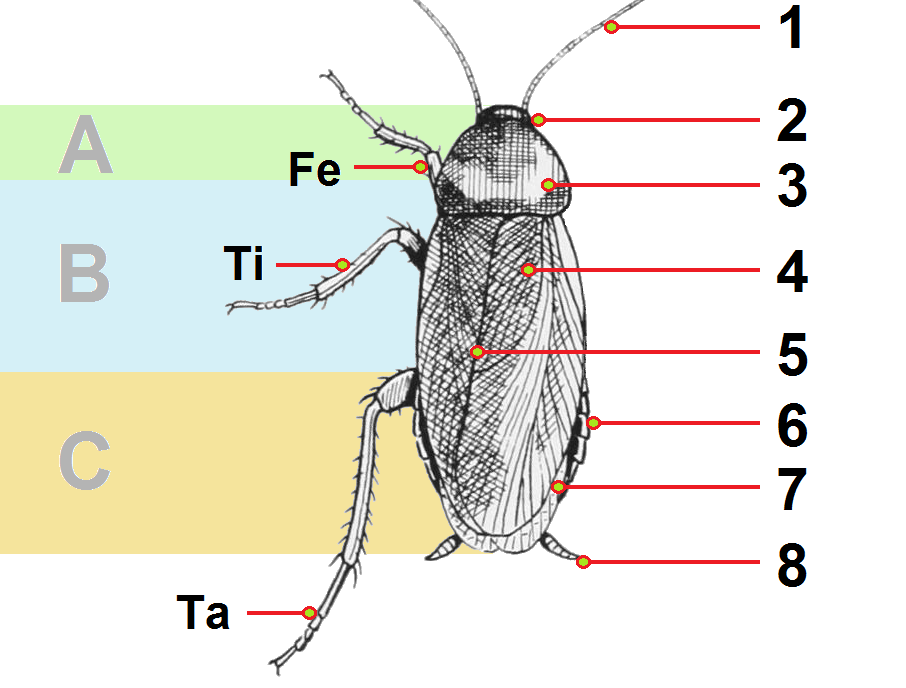
1 Antenas, 2 Ojos, Fe Fémur, Ti Tibia, Ta Tarso, 6 Tegminas, 7 Alas membranosas, 8 Cercos, A Cabeza, B Tórax, C Abdomen

Presenta dimorfismo sexual. La hembra es algo mayor que el macho. Las hembras tienen el abdomen más ancho y fuerte, provisto de cercos. Los machos tienen el abdomen mucho más alargado, provisto de cercos y estiletes[cita requerida]. Tanto el macho como la hembra tienen alas, pero de diferente longitud. En los machos, las alas sobrepasan el abdomen, mientras que en las hembras tienen prácticamente la misma longitud. Ambos sexos están provistos de tegminas.
Generalmente vive en áreas húmedas y con temperaturas cálidas, alrededor de 29 °C. No soporta las temperaturas bajas. Puede sobrevivir en zonas secas si tienen acceso a agua. Muestran fotofobia, por lo que viven en lugares oscuros, como sótanos y alcantarillados.
Generalmente se alimentan de materiales en descomposición, restos de comida, cadáveres, etc.

## Distribución
A pesar del nombre, ninguna de las especies de Periplaneta es nativa de América; P. americana fue introducida en lo que hoy es los Estados Unidos desde África ya en 1625. Ahora son comunes en climas tropicales porque la actividad humana ha ampliado el rango de habitación de los insectos, y su distribución es prácticamente cosmopolita como resultado del comercio global.

## Reproducción
Esta especie es ovípara. La hembra de la cucaracha americana completa totalmente la formación de la ooteca que sobresale de la punta del abdomen. Posteriormente la deposita en zonas con abundante alimento y humedad. La ooteca se fija a la superficie donde se deposita por medio de pegamentos naturales que secreta por unas glándulas bucales.[cita requerida]
Las ootecas son formadas semanalmente, aunque este periodo puede oscilar entre 5 y 9 días.  Cada una contiene en su interior un promedio de 15-16 huevos, dispuestos en dos hileras paralelas. Los huevos eclosionan a los 50 días aproximadamente, liberando a las ninfas que permanecen en el interior de la ooteca hasta la primera muda, cuando tienen la fuerza suficiente para romper la ooteca. En este periodo tienen un color café o marrón-parduzco. Las cucarachas son insectos con metamorfosis paurometábola, es decir, los individuos inmaduros se parecen en forma básica a los adultos (con menor tamaño), excepto por sus órganos sexuales, que no están desarrollados.
Después de la quinta muda empieza a tomar un color café rojizo y alcanza la madurez tras 8-15 mudas.[cita requerida]

## La cucaracha y la salud ambiental
Las cucarachas están consideradas como vectores transmisores de enfermedades y portadores de parásitos. Debido a su hábitat urbano (alcantarillas, huecos, ranuras) y a su alimentación principal (basura, material en descomposición), está en contacto con gran cantidad de microorganismos y parásitos, muchos de ellos patógenos para el ser humano:

### Enfermedades transmitidas por la cucaracha
| Helminto              | Enfermedades     |
| Ancylostoma duodenale | Anquilostomiasis |
| Ascaris lumbricoides  | Ascaridiasis     |
| Hymenolopsis sp       | -                |
| Necator americanus    | -                |
| Trichuris trichuria   | Tricuriasis      |
|                       |                  |

| Bacteria                    | Enfermedades                                |
| Bacillus subtilis           | Conjuntivitis, contaminación de comidas     |
| Campylobacter jejuni        | Enteritis                                   |
| Clostridium perfrigrens     | Gangrena                                    |
| Enterobacter aerogenes      | Bacterias                                   |
| Escherichia coli            | Diarrea, Infección de heridas               |
| Helicobacter pylori         | Gastritis, úlcera péptica, cáncer gástrico  |
| Klebsiella pneumoniae       | Neumonía, Infecciones en vías urinarias     |
| Mycobacterium leprae        | Lepra                                       |
| Nocardia sp.                | Actinomycetoma                              |
| Proteus morganii            | Infección de heridas                        |
| Proteus rettgeri            | Infección de heridas                        |
| Proteus vulgaris            | Infección de heridas                        |
| Proteus mirabilis           | Gastroenteritis, Infección de heridas       |
| Pseudomonas aeruginosa      | Gastroenteritis, Infecciones respiratorias  |
| Salmonella bredeny          | Gastroenteritis, Contaminación de alimentos |
| Salmonella newport          | Gastroenteritis, Contaminación de alimentos |
| Salmonella oranienburg      | Gastroenteritis, Contaminación de alimentos |
| Salmonella panama           | Gastroenteritis, Contaminación de alimentos |
| Salmonella parathyphi-B     | Gastroenteritis, Contaminación de alimentos |
| Salmonella rien-morbificans | Gastroenteritis, Contaminación de alimentos |
| Salmonella bareilly         | Gastroenteritis, Contaminación de alimentos |
| Serratia marscesens         | Contaminación de alimentos                  |
| Shigella alkalescens        | Disentería                                  |
| Shigella paradysenteriae    | Diarrea infantil                            |

Los helmintos son el segundo grupo más importante de organismos patógenos que transmiten las cucarachas y se han encontrado en el interior de cucarachas y en las heces.
Por otro lado, los hongos Aspergillus fumigatus y A. niger se han encontrado como huéspedes de cucarachas.